# Silvia Valsecchi
Silvia Valsecchi, née le 19 juillet 1982 à Lecco, est une coureuse cycliste italienne. Active entre 2002 et 2021, elle est notamment double championne d'Europe de poursuite par équipes en 2016 et 2017 et double championne d'Italie du contre-la-montre en 2006 et 2015. Elle court de 2002 à 2021 (sauf en 2011) dans des équipes dirigées par Walter Zini.
À la fin de la saison 2021, elle arrête sa carrière de cycliste.

## Palmarès sur route

### Par année
- 2005
  - 3e du championnat d'Italie du contre-la-montre
- 2006
  -  Championne d'Italie du contre-la-montre
  - 3e du Tour de la Haute-Vienne
- 2007
  - 3e du championnat d'Italie du contre-la-montre
- 2008
  - 3e du championnat d'Italie du contre-la-montre
- 2009
  - 3e du championnat d'Italie du contre-la-montre
- 2010
  - 2e du championnat d'Italie du contre-la-montre
- 2011
  - 2e du championnat d'Italie du contre-la-montre
  - 3e du championnat d'Italie sur route
- 2012
  - 5e étape du Tour du Salvador
  - 2e du championnat d'Italie sur route
- 2013
  - 2e étape du Tour du Salvador (contre-la-montre par équipes)
  - Grand Prix du Salvador
- 2014
  -  Médaillée de bronze au championnat du monde du contre-la-montre par équipes
- 2015
  -  Championne d'Italie du contre-la-montre
- 2016
  - 2e étape du Tour de Bretagne
  - 3e du championnat d'Italie du contre-la-montre
- 2017
  - 1re étape de la Semana Ciclista Valenciana (contre-la-montre par équipes)
  - 3e étape secteur b[2] du Tour de l'Ardèche
  - 3e du championnat d'Italie du contre-la-montre
- 2019
  - 3e du championnat d'Europe du contre-la-montre relais

### Classements mondiaux
| Année                                 | 2009 | 2010 | 2011 | 2012 | 2013 | 2014 | 2015 | 2016 | 2017 | 2018 | 2019 | 2020 | 2021 |
| ------------------------------------- | ---- | ---- | ---- | ---- | ---- | ---- | ---- | ---- | ---- | ---- | ---- | ---- | ---- |
| Classement UCI                        | 237e | 246e | 117e | 104e | 69e  | 528e | 185e | 203e | 183e | 384e | 609e | 407e | 867e |
| UCI World Tour                        |      |      |      |      |      |      |      | 116e | 144e | 264e | nc   | 116e | nc   |
|                                       |      |      |      |      |      |      |      |      |      |      |      |      |      |
| Légende : nc = non classéSource : UCI |      |      |      |      |      |      |      |      |      |      |      |      |      |

## Palmarès sur piste

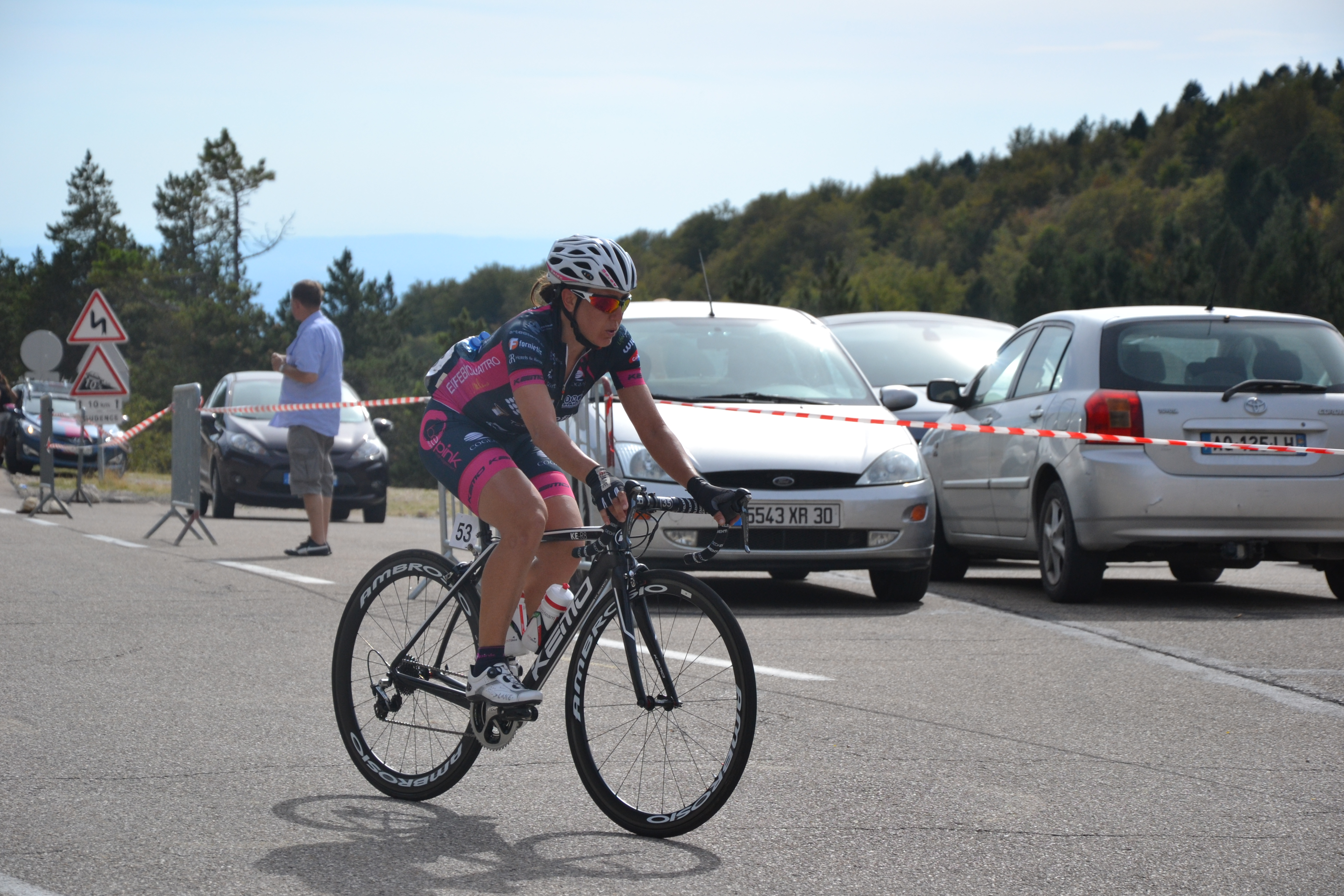
Au Tour de l'Ardèche 2016

### Jeux olympiques
- Rio 2016
  - 6e de la poursuite par équipes

### Championnats du monde
- Saint-Quentin-en-Yvelines 2015
  - 8e de la poursuite par équipes
  - 17e de la poursuite
- Londres 2016
  - 6e de la poursuite par équipes
- Hong Kong 2017
  - 4e de la poursuite par équipes[3]
  - 8e de la poursuite individuelle[4]
- Apeldoorn 2018
  -  Médaillée de bronze de la poursuite par équipes
  - 8e de la poursuite individuelle[5]
- Pruszków 2019
  - 12e de la poursuite individuelle

### Coupe du monde
- 2016-2017 
  - 2e de la poursuite par équipes à Cali
- 2017-2018
  - 1re de la poursuite par équipes à Pruszków (avec Tatiana Guderzo, Francesca Pattaro et Elisa Balsamo)
  - 2e de la poursuite par équipes à Manchester
  - 2e de la poursuite par équipes à Santiago
- 2018-2019
  - 2e de la poursuite par équipes à Milton
  - 3e de la poursuite par équipes à Saint-Quentin-en-Yvelines
  - 3e de la poursuite par équipes à Londres
- 2019-2020
  - 3e de la poursuite par équipes à Glasgow

### Championnats d'Europe
| Édition / Épreuve              | Poursuite individuelle | Poursuite par équipes                            |
| Baie-Mahault 2014              | 8e                     | Bronze                                           |
| Saint-Quentin-en-Yvelines 2016 |                        | Or (avec Balsamo, Guderzo, Frapporti et Pattaro) |
| Berlin 2017                    | Bronze                 | Or (avec Balsamo, Guderzo et Paternoster)        |
| Glasgow 2018                   |                        | Argent                                           |
| Plovdiv 2020                   | Bronze                 |                                                  |

### Championnats nationaux
- Championne d'Italie de poursuite en 2006, 2008, 2011, 2014
- Championne d'Italie de poursuite par équipes en 2011
- Championne d'Italie de vitesse par équipes en 2013
- Championne d'Italie du scratch en 2012, 2014